# Julia Carpenter
Julia Carpenter (de soltera Cornwall) es una superheroína ficticia que aparece en los cómics estadounidenses publicados por Marvel Comics. Fue conocida inicialmente como la segunda Spider-Woman, más tarde como la segunda Arachne, y luego como la segunda Madame Web. El personaje apareció por primera vez en Secret Wars vol. 1 # 6 (octubre de 1984).
Julia Carpenter/Spider-Woman hizo su debut cinematográfico en Spider-Man: Across the Spider-Verse (2023) como miembro de Spider-Society de Miguel O'Hara, y es por Sydney Sweeney en la película del Universo Spider-Man de Sony Madame Web (2024).

## Historial de publicaciones
Como Spider-Woman, el personaje debutó en el número 6 de la primera serie limitada de Secret Wars en 1984. Estaba entre los villanos y era desconocida para todos los demás personajes. Desde esa serie, ha aparecido como personaje protagónico en Avengers West Coast y Force Works, así como también como personaje secundario en la tercera serie de Spider-Woman, cuyo personaje principal fue Mattie Franklin. Mientras que ella aparece con frecuencia como miembro de un equipo, como la Costa Oeste de los Vengadores y Force Works, Julia protagonizó su propia miniserie de cuatro partes de Spider-Woman, que explicaba su origen y el origen de sus enemigos, Death Web.

## Historia
Un grupo secreto del gobierno llamado La Comisión decidió crear su propio superhéroe. Val Cooper conoció a la amiga de la universidad, Julia Carpenter, en su ciudad natal, Denver, y la convenció de ser parte de un «estudio atlético». Ella era, sin saberlo, un sujeto de prueba en sus experimentos. Durante el experimento, «accidentalmente» inyectaron a Julia una mezcla de veneno de araña y extractos de plantas exóticas, lo que le dio a Julia, poderes muy similares a los de Spider-Man.
Poco después de que se le diera la identidad de Spider-Woman, se vio atraída por las primeras Secret Wars, donde conoció a Spider-Man y Los Vengadores por primera vez, y se alió con los campeones sobrehumanos. Ella luchó contra el Hombre Absorbente, Doctor Doom y Hulk. Ella fue asesinada y resucitada por Doom con el poder del Beyonder. Después de regresar a la Tierra, Julia se unió a la Fuerza de Libertad (un súper equipo patrocinado por el gobierno formado principalmente por exmiembros de la Hermandad de Mutantes) quién se alistó en el servicio del gobierno para evitar los términos de la prisión). En una misión temprana con Fuerza de Libertad, el equipo fue enviado para arrestar a los X-Men. Durante este conflicto con los X-Men, Julia también comenzó a cuestionar las actitudes extremadamente brutales de sus compañeros de equipo que retenían de su pasado criminal. Posteriormente Fuerza de Libertad fue enviado para arrestar a los Vengadores luego de que un descontento Quicksilver hiciera acusaciones falsas contra ellos. La Fuerza de Libertad en realidad derrotó a los equipos combinados de Vengadores de la Costa Este y Oeste y ayudó a poner a los Vengadores en custodia en la Bóveda, sin un juicio, Spider-Woman una vez más encontró sus lealtades divididas; ella tuvo un cambio de opinión y, finalmente, eligió ayudar a los Vengadores entrando en la Bóveda y liberándolos, luchando contra los Guardias y convirtiéndose en una fugitiva de la ley misma. Mientras huía de la ley, se asoció ocasionalmente con Spider-Man. En otra aventura, también se asoció con Iron Man, para combatir a los agentes A.I.M. renegados llamados los Buscadores, que intentaron capturar a Valerie Cooper haciendo trabajo en solitario en secreto. En agradecimiento por su asistencia anterior con los Vengadores, Iron Man trabajó con el gobierno para obtener su indulto. Junto a Spider-Man, luchó contra la Brigada de Demolición como una misión del gobierno.
Más tarde, una de sus tareas la llevó a California en busca de un equipo de supervillanos asiáticos llamado los Señores del Pacífico. Se encontró y ayudó a los Vengadores de la Costa Oeste en contra de los Señores Supremos del Pacífico, y luchó contra el Agente estadounidense. Finalmente se le ofreció membresía en el equipo, y se unió a los Vengadores de la Costa Oeste. Como miembro de los Vengadores de la Costa Oeste, Julia luchó contra algunos de los principales enemigos del Universo Marvel, incluido el Doctor Demoniaco, Ultron y Mefisto, así como participar en el crossover cósmico Infinity War. Además, cuando aún era miembro de los Vengadores de la Costa Oeste, Julia fue elegida por Doctor Strange para ser miembro fundador de los Defensores Secretos en su primera misión junto a Darkhawk (a quien más tarde recomendaría como miembro de los Vengadores de la Costa Oeste), Wolverine y Nomad. Cuando los Vengadores de la Costa Oeste se separaron, Julia se unió a su equipo derivado Force Works, cuyos enemigos principales incluían al alienígena Kree y Iron Man, enemigo del Mandarín durante mucho tiempo. Ella tenía una relación con Moonraker durante este tiempo.
Los principales enemigos de Julia en sus aventuras solitarias fueron el equipo basado en arácnidos llamado Death Web, que consistía en tres supervillanos que fueron creados por La Commisión, usando una variación del mismo suero que transformó a Julia. Cuando Mike Clemson, fundador de Death Web, capturó a la hija de Spider-Woman, Rachel, la chantajeó para que luchara contra Spider-Man. Aunque estuvo a punto de matar a Spider-Man, no cometió ningún acto de asesinato, y Spider-Man la ayudó a rescatar a Rachel. finalmente, Julia se alejó del negocio de los superhéroes para concentrarse en criar a su hija. Al igual que Jessica Drew (la original Spider-Woman), Julia fue atacada por Charlotte Witter y le robaron sus poderes. Después de la pérdida de sus superpoderes, Julia volvió a la vida de una madre normal.

### Guerra Civil
Julia reapareció en un arco argumental de la serie de Ms. Marvel en 2006, utilizando el nombre en clave Arachne (que originalmente tenía la intención de usar). Sus poderes han sido claramente restaurados. Durante la Guerra Civil, Julia se registra bajo la Ley de Registro de Superhumanos, y ella y Hombre Maravilla ayudan a Ms. Marvel en el entrenamiento de superhéroes novatos.
Sin embargo, se demuestra que Julia es un agente doble; cuando ella respondió por primera vez a la solicitud de Iron Man, pensó que sería una oportunidad para ayudar a las personas a escapar del registro; se ha demostrado que alertó a Hobie Brown, el Merodeador, momentos antes de que un escuadrón de capataces de S.H.I.E.L.D. llegara a su casa para arrestarlo, y se cree que advirtió a muchos más héroes de detenciones inminentes. También se revela que ella está involucrada sentimentalmente con la Sábana Santa, un oponente de la Ley de Registro Sobrehumanos.
El estado de Julia se descubre cuando un Merodeador capturado revela bajo interrogación que ella le avisó. La Sábana Santa, que había sido capturada por Ms. Marvel, revela que Julia quedó paralizada durante varios meses después de que perdió sus poderes, a pesar de que todas sus otras lesiones habían sanado. La compañía de la Sábana Santa había sintetizado un duplicado del suero que originalmente le proporcionó a Julia sus poderes, y estos regresaron varios días después de que le fue administrado. Con la ayuda de la Sábana Santa, Julia se sometió a una terapia física intensa y pronto pudo volver a caminar. Fue durante este tiempo que ella y la Sábana Santa se enamoraron.
Un equipo de huelga del gobierno dirigido por Ms. Marvel, incluidos Hombre Maravilla y Araña, ataca a Julia en su casa justo cuando estaba a punto de huir del país con su hija. Julia es capturada y sumariamente encarcelada. Sin embargo, en Ms. Marvel # 13 se revela que Julia escapó del cautiverio durante la Zona Negativa en la fuga de la prisión, y ella regresó a Colorado en busca de Rachel. Un equipo de S.H.I.E.L.D. Psy Ops la rastrea telepáticamente hasta Brooklyn, donde enfrenta y ataca furiosamente a Araña, exigiendo saber dónde se llevaron a su hija. Posteriormente, es derrotada por Araña con sorprendente facilidad debido a su inestabilidad por la pérdida de su hija. Después de quedar inconsciente por Araña, se despierta a bordo del Minicarrier 13, donde Ms. Marvel se esfuerza por ayudar a Julia a encontrar a Rachel.

### Vuelo Omega
Arachne se convirtió en miembro del nuevo equipo de Vuelo Omega, con sede en Canadá, y se le dio la opción de que se le retiraran los cargos pendientes a cambio de su participación en el equipo. Después de una batalla contra la Brigada de Demolición, Julia decidió permanecer en el equipo.

### El Guante / Cacería de Muerte
Después, Julia (todavía se llama a sí misma Arachne) se convirtió en una víctima de un enfrentamiento de resentimiento entre Spider-Man y la familia Kraven. Después de escapar con Spider-Man de Ana y Alyosha Kravinoff, se enfrentan al Camaleón disfrazado de Ezekiel, quien les informa de una batalla entre las tribus Spider y Hunter. Julia es capturada por los Kravinoff, junto con Anya Corazon y Madame Web mientras Kaine (que estaba vestido como Spider-Man) es sacrificado para resucitar a Kraven el Cazador. Cuando Madame Web fue herida de muerte por Sasha Kravinoff, transfirió sus poderes proféticos (y ceguera) a Julia, para convertirse en la nueva Madame Web. La primera acción de Julia en este rol es evitar que Peter mate a Kraven, explicándole a Peter que él es el centro de una red moral que sería destruida si matara a Kraven, aconsejándole que este asesinato, por justificado que sea, lo convertiría en un despiadado destructor. Después de enterrar a Kaine y Madame Web en un campo de alfareros, explica su nuevo propósito a Spider-Man y Araña antes de teletransportarse.

### Spider-Island
Cuando la población de Manhattan desarrolla poderes araña durante la historia de Spider-Island, Julia observa la crisis con Shang-Chi, impidiéndole intervenir hasta que Spider-Man es atacado accidentalmente por los Nuevos Vengadores cuando trata de ayudar. Más tarde, cuando Anti-Venom trabaja para curar a las personas afectadas de sus poderes de araña, reflexiona sobre la necesidad de Venom y Anti-Venom para solucionar el problema de Spider-Island, pero también señala que para uno de ellos, «tu historia termina aquí ». Al final de la crisis, ella ofrece la cura de poderes arácnidos a Spider-Man, pero él la rechaza. Mientras ella se va, ella se disculpa por el sufrimiento que está por venir.
Mientras lleva a su hija Rachel a la escuela de verano, Julia tiene una visión que le dice que la Gran Web se está deshaciendo. Luego se transforma en su equipo de Madame Web y se va para hablar con Spider-Man. Mientras Spider-Man lucha contra Morbius, el vampiro viviente, Madame Web visita a Spider-Man diciéndole que su vida corre un gran peligro. Aunque Spider-Man está preocupado por Morbius, Madame Web afirma que Morbius no es el problema. Ella le dice a Spider-Man que regrese a Horizon Labs por una gran tragedia que yace en su futuro. Incluso le dice a Spider-Man que Silver Sable no pereció en la pelea en el escondite submarino del Doctor Octopus. Más tarde, Julia detectó que un nuevo personaje basado en arañas se había conectado a la Web of Life, ya que muestra que el antiguo Hobgoblin (Roderick Kingsley) ahora estaba trabajando como Devil Spider.
Después de tener una visión particularmente fuerte del futuro del Universo Marvel, Julia entra en estado de coma.

### Spider-Verse
En el final de la historia de Spider-Verse, Julia se despierta de su coma, y las angustias sobre los hilos de la Gran Web fueron cortados por el Superior Spider-Man (la mente del Doctor Octopus en el cuerpo de Peter Parker) en un intento desesperado de alterar su destino y evitar que Peter Parker regrese. Aunque su intento fue frustrado, el daño causado a la Gran Web había debilitado el sentido de araña de cada Araña y había dejado a Julia sin su precognición.

### Dead No More: The Clone Conspiracy
Durante la historia de Dead No More: The Clone Conspiracy, se muestra que Julia Carpenter es la que piratea las computadoras de la empresa New U Technologies de Chacal desde su escondite en Alcatraz, como se ve cuando tiene un clon de Prowler como prisionero. También se revela que ella ha estado haciendo esto con la tecnología de Shroud. El Merodeador enoja a Julia cortando la conexión para evitar que vea más en New U Technologies. Julia descubre que Madame Web estaba viva por los comentarios telepáticos resultantes del ataque de la mujer Electro. Prowler le cuenta a Julia lo que ha logrado New U Technologies y trata de que se una a ellos. Ella se niega y escapa en una nube de humo negro. Después de que Prowler se escapa de Electro, Julia lo encuentra y lo lleva en su bote, donde se dirigen hacia New U Technologies para obtener sus New U Pills. Julia ayuda a Prowler a entrar en New U Technologies y lleva a Prowler a su habitación a buscar sus pastillas. Julia aprovecha la oportunidad para investigar las instalaciones casi abandonadas. La conducen a Madame Web, que se niega a tomar su medicación para ayudarla a curarse del ataque de Electro. Madame Web ha visto el futuro y se niega a formar parte de él, y advierte a Julia que salve a Prowler antes de que muera por la degeneración de clones. Julia se enfrenta a Prowler en la instalación, que se está desmoronando por la degeneración de clones y la acusa de ser la culpable. Él trata de derrotarla y a Julia no le queda más remedio que defenderse. Ella lo derriba mientras el cuerpo de Prowler continúa deteriorándose. Prowler estaba en un callejón cuando se muestra demasiado débil para continuar y fue encontrado por el asesino Electro, Julia Carpenter llega y rechaza a Electro mientras le dice a Prowler que Spider-Man estabilizó las células humanas y clónicas. Cuando Electro domina a Julia, Prowler se sacrifica para detener a Electro y muere en los brazos de Julia. Más tarde, Julia habla con el Merodeador real que acaba de salir de crio-sueño y le cuenta sobre las acciones de su clon.

## Poderes y habilidades
Posee una fuerza sobrehumana, velocidad, resistencia, agilidad y reflejos. Ella también posee la capacidad para hacer girar una «psi-red» de  energía psiónica entre dos superficies. Esta web, una vez solidificado, posee suficiente resistencia a la tracción para soportar un peso de 10 toneladas. Permanece en efecto por hasta aproximadamente 1 hora. También puede proyectar y liberar suficiente energía psiónica a través de sus manos y pies para que pueda caminar en las paredes y techos.
Los poderes de Julia requieren inicialmente una concentración considerable para que se manifieste ellos, y se encontró que la gesticulación física le ayuda en el tejido de sus redes psiónicos. Mediante el uso de la energía psicoquinética, Spider-Woman se puede unir moléculas que flotan libremente ambiente en hebras de fuerza sólida. Su psi-webs puede ser utilizado para envolver los enemigos, o se centró en la web líneas estrechas que puede oscilar de. Debido a su naturaleza psíquica, su psi-webs puede formar a partir de una distancia, y ella puede controlar mentalmente el movimiento de su correa.
Además de sus ventajas naturales sobrehumanos, que ha sido ampliamente capacitado por la Comisión de Actividades Superhumanas en el espionaje y combate cuerpo a cuerpo. A pesar de que perdió sus poderes a la vez, los recuperó a través de un suero duplicado. Ha aumentado sus sentidos, y se siente vibraciones al igual que una araña en su web. Sus sentidos le permiten detectar una zona hueca bajo un suelo de acero sólido al caminar sobre ella.
Además de sus propios poderes, Julia posee ahora los poderes de Madame Web, incluyendo la telepatía, la clarividencia, la precognición, y la capacidad de detectar la presencia de poderes psíquicos en otros. Sin embargo, ella ha perdido su vista en el proceso de obtención de estos nuevos poderes. A pesar de su ceguera, ella es capaz de estancamiento en Spider-Man (con su nueva formación en artes marciales que le había enseñado Shang Chi, pero que carecen del sentido arácnido) usando su clarividencia en la batalla.

## Disfraz
- Cuando, en la historia de Secret Wars, Spider-Man vio por primera vez el disfraz de simbionte negro que finalmente se convertiría en el villano con simbionte conocido como Venom, supuso que inconscientemente había rediseñado su disfraz para parecerse más a Julia.[35] Durante su breve permanencia en Omega Flight, Julia comenzó a usar un disfraz rediseñado similar al original.[36] Después de obtener los poderes mentales de Madame Web, le pasó su disfraz de Arachne a Anya Corazón, quien luego lo usa como Spider-Girl.[21]

## Recepción
- En 2012, IGN clasificó a Julia Carpenter en el puesto 47 en su lista de «Los 50 mejores vengadores».[37]
- En 2015, Entertainment Weekly clasificó a Julia Carpenter en el puesto 57 en su lista «Clasifiquemos a todos los Vengadores».[38]
- En 2017, Screen Rant clasificó a Julia Carpenter en el décimo lugar en su lista «Todos los miembros de la familia Spider-Man».[39]
- En 2017, Gizmodo clasificó a Julia Carpenter en el sexto lugar en su lista de «Mujeres araña más grandes de todos los tiempos».[40]
- En 2020, Scary Mommy incluyó a Julia Carpenter en su lista «¿Buscando un modelo a seguir? Estos más de 195 personajes femeninos de Marvel son verdaderamente heroicos».[41]

## Otras versiones
En los cómics de X-Men Forever, Julia es Spider-Woman en su clásico disfraz en blanco y negro, y miembro principal de los Vengadores. Sin embargo, ella muestra los poderes de Jessica Drew, ya que es capaz de disparar explosiones de veneno en Gambito cuando se ordena la detención de los X-Men. Ella también puede volar por medios desconocidos ya que no tiene las redes planeadoras que Jessica Drew usa para deslizarse.
En un posible futuro, se ve a Julia vistiendo una versión modificada de su disfraz original, con cinturones y tiras y duplicados plateados de los guanteletes de Viuda Negra. Ella es miembro de un equipo de superhéroes cuyos miembros incluyen Punisher, Daredevil y Rhino.
En la continuidad futurista de Tierra-982, Julia forma parte del adiestramiento y proceso curativo de Gerry Drew, quien preserva el legado heroico de Peter Parker gracias a que en cuestiones de salud, corrió la misma suerte que su madre: Jessica Drew.
Una monstruosa versión de Aracne, Arachne se origina en una realidad oscura donde la Muerte no tiene poder llamado Cancerverse, y es asesinada por Ronan el Acusador cuando intenta invadir la realidad de la Tierra-616.

## Apariciones

### Televisión
- Spider-Woman (Julia Carpenter) apareció regularmente (tanto dentro como fuera del vestuario) en la serie animada Iron Man de 1994, con la voz de Casey DeFranco en la Temporada 1 y Jennifer Hale en la Temporada 2.[45]Esta versión es un miembro de Force Works que compite con la Bruja Escarlata por el afecto de Tony Stark, aunque inicialmente no parece corresponder a ninguno de sus sentimientos. Más tarde intenta entablar una relación con Carpenter, pero su actitud de "lobo solitario" complica las cosas. A pesar de esto, ella sigue siendo leal a Tony, especialmente después de que él fingió su muerte e hizo que Force Works se disolviera, ya que ella y James Rhodes eran los únicos que sabían la verdad. Stark se da cuenta de sus sentimientos por Carpenter después de que ella se pierde en un portal del tiempo, y una vez que se salva, comparten un beso.

- Julia Carpenter aparece como Madame Web, en la cuarta temporada de Ultimate Spider-Man vs. Los 6 Siniestros, con la voz de Cree Summer.[46]Introducida en el episodio "Agent Web", esta versión es una agente de S.H.I.E.L.D. que usa su enlace a la red de la realidad para predecir el futuro de Nick Fury. En el episodio de cuatro partes "Return to the Spider-Verse", ella trabaja con Doctor Strange y Iron Fist para abrir un portal al multiverso para que Spider-Man y Kid Arachnid puedan recolectar los fragmentos del Sitio Peligroso después de que se esparcieron por varias dimensiones alternativas en un episodio anterior.

### Película
- Julia Carpenter / Spider-Woman aparece en Spider-Man: Across the Spider-Verse (2023) como miembro de la Spider-Society de Miguel O'Hara.[3]
- Julia Carpenter aparecerá en Madame Web (2024), interpretada por Sydney Sweeney.[47]En la película, ella usa el apellido de su padre, Cornwall. Una adolescente cuya madre está en un centro de salud mental y que vive en la ciudad de Nueva York con su padre, su madrastra y su joven medio hermano, se siente como si no fuera bienvenida en su casa e intenta huir para ver si su padre le importaría su desaparición. Sin embargo, ella es perseguida por Ezekiel Sims, quien tiene visiones de Julia, Anya Corazon y Mattie Franklin convirtiéndose en Spider-Women y matándolo. Las tres son salvadas en el metro por Cassandra Webb, quien también tiene visiones y ve a las tres siendo asesinadas por Ezekiel, y escapa con ellas a un bosque. Mientras Cassandra regresa a casa para encontrar respuestas sobre sus nuevos poderes, Julia, Anya y Mattie van a un restaurante, donde Ezekiel las encuentra. Cassandra las salva nuevamente, quien las lleva a un motel y llama a su amigo Ben Parker para que las deje quedarse con él por un tiempo. Mientras llevaba a su cuñada embarazada Mary Parker con las tres al hospital mientras estaba de parto, Ezekiel los encuentra una vez más. Cassandra los encuentra y lleva a Julia, Anya y Mattie a un almacén lleno de fuegos artificiales. Se produce una pelea en el lugar con Ezekiel, quien finalmente es asesinado por una trampa de Cassandra, contradiciendo sus visiones. Como resultado de la pelea, Cassandra queda ciega y atada a una silla de ruedas, pero Julia, Anya y Mattie la visitan en el hospital y luego, cuando le dan el alta, tienen un lanzamiento en su apartamento, donde Cassandra tiene una visión de ella y las tres chicas siendo superheroínas.

### Videojuegos
- El disfraz de Spider-Woman de Julia Carpenter es una variante para Jessica Drew en Marvel: Ultimate Alliance.
- Julia Carpenter es un personaje jugable en Marvel Super Hero Squad Online.
- Julia Carpenter aparece en Marvel Heroes, con la voz de Colleen O'Shaughnessey.[45]